# Neue Heimat (Linz)
Neue Heimat ist ein Stadtteil in der oberösterreichischen Landeshauptstadt Linz.

## Geographie
Der Stadtteil Neue Heimat liegt im Süden von Linz. Er wird im Nordwesten von der Salzburger Straße, im Osten von der Mühlkreis Autobahn, im Süden durch die Gemeinde Ansfelden und im Südwesten durch die Stadt Traun begrenzt.
Der Stadtteil Neue Heimat liegt in der Katastralgemeinde Kleinmünchen.

## Geschichte
Im Jahr 2014 wurde der Stadtteil Neue Heimat aus den vormaligen statistischen Bezirken Neue Heimat und Wegscheid und dem Ostteil des statistischen Bezirks Schörgenhub gebildet.

## Sehenswürdigkeiten
- Pfarrkirche St. Franziskus
- Johanneskirche

## Einrichtungen
- Seniorenzentrum Neue Heimat
- Union Edelweiß Linz
- Volkshaus Neue Heimat

## Verkehr
Die Straßenzüge Dallingerstraße, Neubauzeile, Flötzerweg, Vogelfängerweg und der westliche Teil der Dauphinestraße durchziehen den Stadtteil, wobei sie in etwa parallel zur Traun verlaufen. Im Westen des Stadtteils befindet sich der Bahnhof Linz-Wegscheid.